# Calciocopiapite
La calciocopiapite è un minerale appartenente al gruppo della copiapite.